# Carvaka elegantula
Carvaka elegantula är en insektsart som beskrevs av Evans 1966. Carvaka elegantula ingår i släktet Carvaka och familjen dvärgstritar. Inga underarter finns listade i Catalogue of Life.